# Tyvek

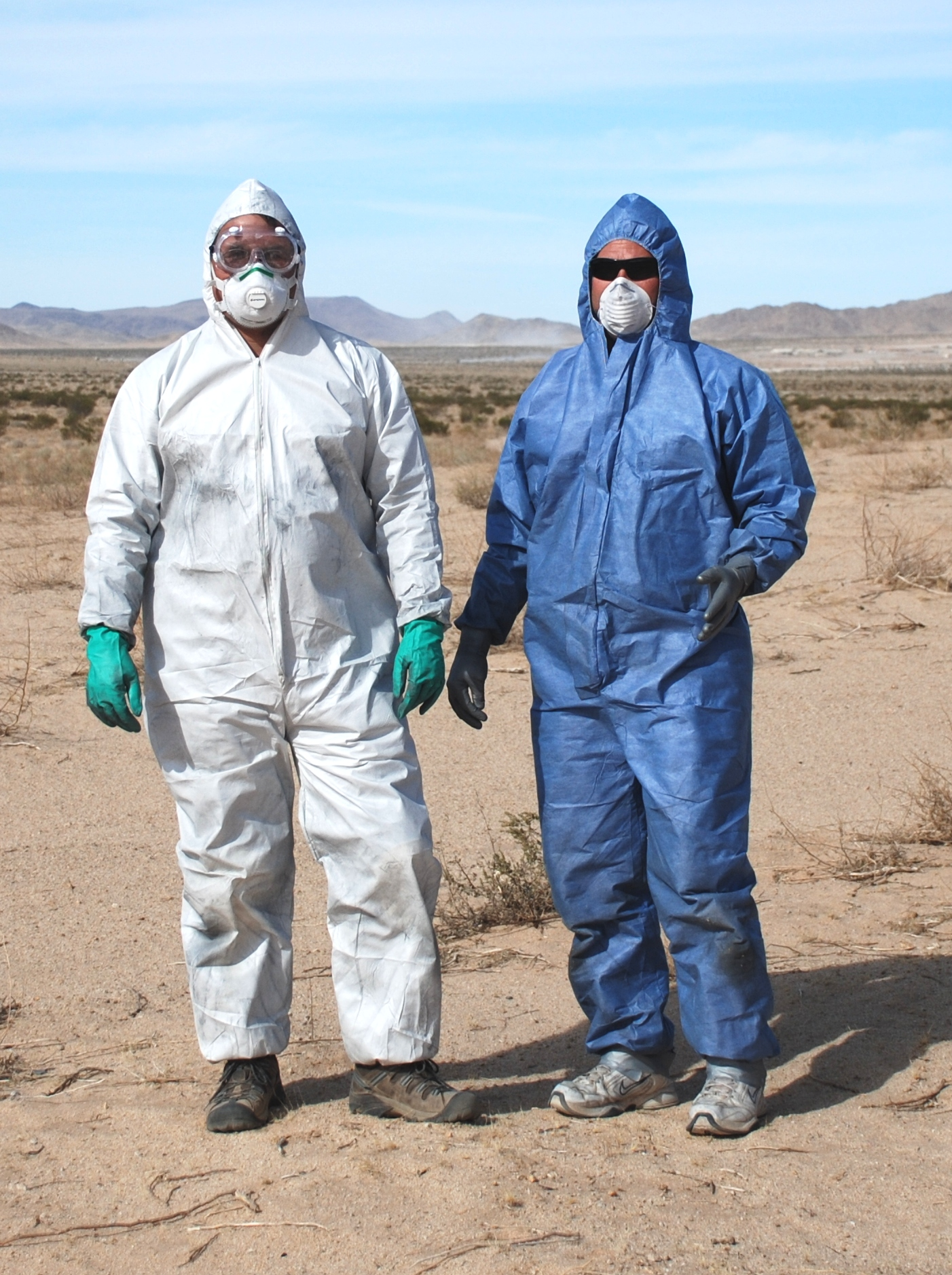
Vestimenta hecha de tyvek.

Tyvek ( /taiˈvɛk/) es el nombre comercial de un textil no tejido sintético hecho de fibras de polietileno spunbound de alta densidad. Es ligero, duradero y transpirable, pero resistente al agua, la abrasión, la penetración de bacterias y el envejecimiento. Es fabricado por la compañía DuPont. Se usa a menudo como envoltura doméstica, para proteger edificios durante la construcción, o como equipo de protección individual contra virus letales —como el SARS-CoV-2—. 
El material es difícil de rasgar, pero se puede cortar fácilmente con tijeras o un cuchillo. El vapor de agua puede pasar a través del tejido, pero el agua líquida no puede. Todas estas propiedades han llevado al Tyvek a ser utilizado en una gran variedad de aplicaciones.

## Propiedades
Las fibras del Tyvek  miden entre 0,5 y 10 μm (en comparación con los 75 μm de un cabello humano). Las fibras no direccionales (plexifilamentos) primero se hilan y luego se unen mediante calor y presión, sin aglutinantes. Asimismo, tiene las siguientes propiedades:
- Peso ligero.
- Clasificación de inflamabilidad de clase 1.
- Resistencia química.
- Opaco.
- PH neutro.
- Resistente al desgarro.